# Marcha para o Oeste

Cartaz incentivando a Marcha para o oeste

A Marcha para o Oeste foi uma política pública engendrada pelo governo de Getúlio Vargas durante o Estado Novo (1937-1945) a fim de desenvolver e integrar as regiões Centro-Oeste e Norte do Brasil que até aquele momento apresentavam uma baixa densidade demográfica, bem diferente ao que ocorria na região litorânea brasileira. No início da década de 40, praticamente todos os 43 milhões de habitantes do país estavam concentrados no litoral e viam o interior do próprio país como algo exótico. A região não passava de uma enorme e inexplorada mancha na geografia brasileira.
Fora isso, havia por detrás dessa política a criação de um sentimento de nacionalidade e de pertencimento dessas áreas em toda a população brasileira. A noção de "vazio" territorial atualizava o conceito de "sertão", entendido como um espaço abandonado que desde as denúncias de Euclides da Cunha vinha preocupando as elites brasileiras interessadas em construir uma nação.

## Contexto

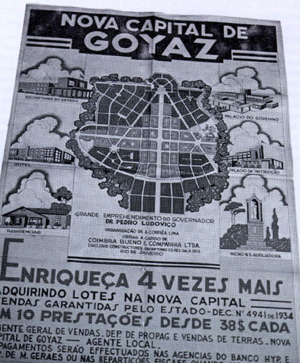
Cartaz da década de 1930 incentivando a população brasileira a se mudar para a recém-fundada capital do estado de Goiás, Goiânia.

Para tal empreendimento, Vargas precisava conhecer bem o território a ser integrado, assim, criou-se uma série de entidades com o intuito de produzir informações para o desenvolvimento das ações do governo, como o Conselho Nacional de Geografia, o Conselho Nacional de Cartografia, o Conselho Nacional de Estatística e o Instituto Brasileiro de Geografia e Estatística (IBGE), este de 1938. Essas agências ajudariam o Estado a formular e implementar suas políticas destinadas a vencer os "vazios" territoriais e a pouca interação da rede urbana.
A forma de integração entre as regiões e as cidades que o governo federal optou naquela ocasião foi o transporte terrestre, portanto, a criação em 1937 do Departamento Nacional de Estradas de Rodagem (DNER) indica sem dúvida a importância das estradas como instrumento de comunicação entre as regiões e as cidades.

Foi assim que, em 1940, Vargas lançou a chamada "Marcha para o Oeste", como uma diretriz de integração territorial para o país. E o fez durante os festejos de inauguração da cidade de Goiânia. Segundo Vargas, o Brasil era uma "unidade política", mas não uma unidade econômica:
Continuam, entretanto, os vastos espaços despovoados, que não atingiram o necessário clima renovador, pela falta de toda uma série de medidas elementares, cuja execução figura no programa do Governo e nos propósitos da administração, destacando-se, dentre elas, o saneamento, a educação e os transportes. No dia em que dispuserem de todos esses elementos, os espaços vazios se povoarão. Teremos densidade demográfica e desenvolvimento industrial. Desse modo, o programa 'rumo ao Oeste' é o reatamento da campanha dos construtores da nacionalidade, dos bandeirantes e dos sertanistas, com a integração dos modernos processos de cultura. Precisamos promover essa arrancada, sob todos os aspectos e com todos os métodos, a fim de suprimirmos os vácuos demográficos do nosso território e fazermos com que as fronteiras econômicas coincidam com as fronteiras políticas. Eis o nosso imperialismo. Não ambicionamos um palmo de território que não seja nosso, mas temos um expansionismo, que é o de crescermos dentro das nossas próprias fronteiras.
A realização da marcha, além de conquistar o apoio da população contou com a ajuda de empresários paulistas que fizeram doações às diversas expedições para reconhecimento do solo convencidos pelo discurso nacionalista, de relembrar as bandeiras dos séculos passados. A lembrança das bandeiras serviu de inspiração para diversos participantes da Marcha ao sertão. Inclusive em várias propagandas da época, nota-se a retomada do mito da colonização. Era como se o Brasil estivesse sendo recolonizado por Vargas.

A colaboração intelectual ao programa de Getúlio Vargas contou com uma publicação do poeta paulista Cassiano Ricardo intitulada Marcha Para Oeste: a influência da bandeira na formação social e política do Brasil, editada em 1940. Era uma versão mítica do Estado Nacional, em que Cassiano faz uma analogia entre a organização das bandeiras (século XVI) e a do Estado Novo.

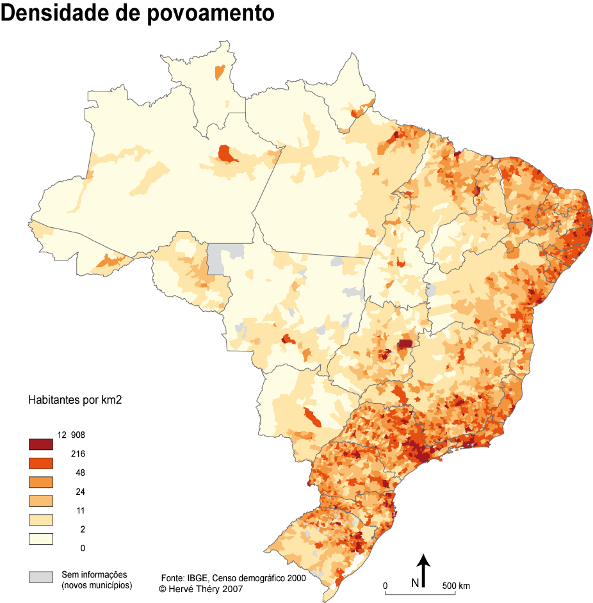
Mapa da densidade demográfica do Brasil em 2008. A Marcha para o Oeste representou um aumento significativo da população do cerrado brasileiro, sem no entanto promover o equilíbrio da distribuição populacional no país, que ainda hoje se encontra concentrada nas regiões próximas ao litoral.

A ação política concreta do Estado Novo se fez sentir com a criação dos territórios federais em 1943: Amapá, Rio Branco (atual Roraima), Guaporé (atual Rondônia), Iguaçu e Ponta Porã. O governo federal atuou também na região de colonização do norte do Paraná, o que deu origem a uma série de novas cidades como Londrina, Maringá, Cianorte, Umuarama.
Destaca-se dentro da "Marcha para o Oeste" também a Expedição Roncador-Xingu que foi planejada para conquistar e desbravar o coração do Brasil. Iniciada em 1943, o movimento adentrou o Brasil-Central, desvendou o sul da Amazônia e travou contato com diversas etnias indígenas ainda desconhecidas. Uma epopéia sensacional, que entrou para a História como das maiores aventuras do século 20 em todo o mundo. Na liderança, três irmãos que marcaram este período da história nacional: Leonardo, Cláudio e Orlando Villas Bôas.
As linhas mestras da "política territorial" - políticas de povoamento, regulando o deslocamento populacional, de transporte e de comunicação - do governo Vargas seriam retomadas posteriormente por Juscelino Kubitscheck. A construção de Brasília pode ser entendida como uma nova "Marcha para o Oeste", já que deslocou populações (os chamados "candangos", principalmente migrantes nordestinos) para os sertões e possibilitou que os equipamentos da vida urbana chegassem a uma região que os desconhecia. Mais que isso, levou o poder central para o interior e serviu para iniciar um processo de deslocamento da modernização brasileira do Centro-Sul para o Centro-Oeste.